# Luchthaven Gimhae
Luchthaven Gimhae (Hangul: 김해 국제 공항hanja:金海國際空港; (voorheen bekend als Kimhae International Airport) (IATA: PUS, ICAO: RKPK) is gesitueerd aan de westkant van de Zuid-Koreaanse stad Busan. Het werd geopend in 1976. Een nieuwe internationale terminal werd geopend op 31 oktober 2007.

## Bereikbaarheid
Er gaan regelmatig shuttle bussen naar het centrum en de hotels in Busan. Reistijd is ongeveer een uur.
In 2011 wordt een openbaar vervoer verbinding geopend tussen de luchthaven, het noordelijk gelegen plaats Gimhae en een aansluiting op de metro van Busan in het oosten. De 24 km lange Busan-Gimhae Light Rail Transit is geheel bovengronds aangelegd.